# Mulwarrie
Mulwarrie is een spookdorp in de regio Goldfields-Esperance in West-Australië.

## Geschiedenis
In 1895 vond Paddy Higgins goud in de streek. Er werden verscheidene goudmijnen opgestart. De streek werd bekend onder de naam Mt Higgins.
Het 'Mt Higgins Progress Committee' schreef in 1900 het departement ruimtelijke ordening aan met de vraag er een dorp op te richten. In september dat jaar werd Mulwarrie officieel gesticht. De naam is vermoedelijk Aborigines van oorsprong maar de betekenis is niet bekend. Het is ook mogelijk dat het dorp naar Mulwarrie op de goudvelden van Victoria werd vernoemd.
Mulwarrie telde twee hotels, een politiekantoor, een basisschooltje en enkele winkels. In juli 1905 sloot het politiekantoor de deuren. Toen in 1906 de Mulwarrie-goudmijn haar activiteiten stopte, kende het dorp een serieuze achteruitgang. Er bleef van het dorp niets meer over.
Tegen de Eerste Wereldoorlog liep de mijnactiviteiten in de streek op hun einde. In de jaren 1930 werden er terug enkele kleine ondernemingen actief. Ook in de jaren 1980 werd er weer naar goud gezocht. 'Callion Mining Pty Ltd' baatte er een kleine dagbouwmijn uit in 1989. In 1996 zocht 'Consolidated Gold NL' naar goud in de streek.

## 21e eeuw
Mulwarrie maakt deel uit van het lokale bestuursgebied (LGA) Shire of Menzies, waarvan Menzies de hoofdplaats is. Ook in de 21e eeuw wordt er nog naar goud gezocht. De onderneming 'Bardoc Gold Limited' zoekt er naar goud en maakt daarbij gebruik van een diamantboor. In 2019 meldde het enkele rijke vondsten.

## Ligging
Mulwarrie ligt 706 kilometer ten oostnoordoosten van de West-Australische hoofdstad Perth, 138 kilometer ten noordwesten van het aan de Goldfields Highway gelegen Kalgoorlie en 55 kilometer ten zuidwesten van Menzies.

## Klimaat
Mulwarrie kent een warm steppeklimaat, BSh volgens de klimaatclassificatie van Köppen.